# 5-Decanon
5-Decanon ist eine chemische Verbindung aus der Gruppe der Ketone.

## Verwendung
Durch Reduktion mit Wasserstoff und einem Metallkatalysator kann 5-Decanol gewonnen werden.